# Guillaume Lemay-Thivierge
Guillaume Lemay-Thivierge es un actor y productor canadiense, más conocido por haber interpretado a Max en Nitro.

## Biografía
Es hijo de Françoise Lemay, y su hermano menor es el actor Vincent Lemay-Thivierge.
Tiene una hija, Charlie Lemay-Thivierge, fruto de una relación anterior. En 2001 comenzó a salir con la actriz Mariloup Wolfe, con quien se casó en septiembre de 2006. Tienen dos hijos: Manoé Lemay-Thivierge (25 de mayo de 2010) y Miró Lemay-Thivierge (5 de diciembre de 2011).

## Carrera
En 2008 interpretó a Max en la película Nitro. En 2010 prestó su voz para la traducción en Francés canadiense de la exitosa película infantil Toy Story 3, donde interpretó a Ken.

## Filmografía

### Series de televisión
| Año         | Título                         | Personaje         | Notas                        |
| ----------- | ------------------------------ | ----------------- | ---------------------------- |
| 2009        | Lance et compte: Le grand duel | Maxim Marois      | 10 episodios                 |
| 2008        | Bye-Bye                        | -                 | episodio "Bye-Bye"           |
| 2006        | Lance et compte: La revanche   | Maxime Marois     | -                            |
| 2006        | Casino                         | Stéphane Dumas    | -                            |
| 2005        | Le négociateur                 | Mario Dubé        | 2 episodios                  |
| 2005        | Détect.inc.                    | Danseur / Raphaël | episodio "Le retour de Pépé" |
| 2002        | Rumeurs                        | Samuel Godin      | -                            |
| 2001        | Avoir su...                    | Ben               | -                            |
| 2001        | Ramdam                         | Maxime Boucher    | -                            |
| 2000 - 2001 | Radio Enfer                    | Jean-David Vézina | -                            |
| 1989        | Chambres en ville              | Corneille         | -                            |
| 1985        | Manon                          | -                 | -                            |
| 1984        | Épopée rock                    | -                 | -                            |

### Películas
| Año  | Título                                                     | Personaje                   | Notas                                                                        |
| ---- | ---------------------------------------------------------- | --------------------------- | ---------------------------------------------------------------------------- |
| 2011 | Frisson des collines                                       | Tom Faucher                 | junto a Évelyne Brochu & Jean-Nicolas Verreault                              |
| 2010 | Le poil de la bête                                         | Joseph Côté                 | junto a Viviane Audet, Patrick Drolet & Michel Barrette                      |
| 2010 | Filière 13                                                 | Jean-François               | junto a Jean Pierre Bergeron, Elisabeth Locas & Sharlene Royer               |
| 2010 | Histoire de jouets 3                                       | Ken                         | junto a Mariloup Wolfe                                                       |
| 2009 | Détour                                                     | Roch                        | junto a Luc Picard & Isabelle Guérard                                        |
| 2009 | Les pieds dans le vide                                     | Charles                     | junto a Laurence Leboeuf, Andrew Shaver, Bruno Verdoni & Cindy Busby         |
| 2008 | La ligne brisée                                            | Danny Demers                | junto a David Boutin & Jacynthe René                                         |
| 2007 | Les 3 p'tits cochons                                       | Christian                   | junto a Claude Legault, Paul Doucet & Sophie Prégent                         |
| 2007 | Nitro                                                      | Max                         | junto a Mryriam Tallard & Lucie Laurie                                       |
| 2006 | Spymate                                                    | Fly                         | junto a Barry Bostwick, Jay Brazeau, Pat Morita, Chris Potter & Emma Roberts |
| 2006 | Meet-market.ca                                             | -                           | corto - junto a Julie Perreault & Catherine Trudeau                          |
| 2005 | Trudeau II: Maverick in the Making                         | Roger Rolland               | junto a Stéphane Demers, Tobie Pelletier & Gary Levert                       |
| 2004 | Trois petits coups                                         | Miss Me                     | corto - junto a Alexandrine Agostini, Carl Alacchi & Jessica Barker          |
| 2003 | Les immortels                                              | Paul McMullen               | junto a Jean Lapointe, Isabelle Lemme & Pascal Parent                        |
| 2001 | Varian's War                                               | Porter                      | junto a William Hurt, Julia Ormond, Matt Craven, Alan Arkin & Lynn Redgrave  |
| 2000 | A Diva's Christmas Carol                                   | Hombre                      | junto a Vanessa Williams, John Taylor, Brian McNamara & Kathy Griffin        |
| 1994 | Louis 19, le roi des ondes                                 | Técnico                     | junto a Martin Drainville, Zenhu Han & Chantal Fontaine                      |
| 1993 | La Florida                                                 | Cyrille                     | junto a Rémy Girard, Marie-Josée Croze, Michael Sarrazin & Margot Kidder     |
| 1991 | Lance et compte: Le crime de Lulu                          | Daniel Lauzeau              | junto a Denis Bouchard, Marie-Christine Doucet & Vincent Lemay-Thivierge     |
| 1990 | Angel Square                                               | Coco                        | junto a Jeremy Radick, Marie-Stéphane Gaudry & Sarah Meyette                 |
| 1988 | Coeur de nylon                                             | -                           | junto a Yves Desgagnés, Macha Grenon & André Lacoste                         |
| 1987 | Le sourd dans la ville                                     | -                           | junto a Angèle Coutu, Sophie Léger & Han Masson                              |
| 1987 | Salvaje Kid                                                | Joven Salvaje a los 10 años | junto a Kathleen Quinlan, Robert Davi, Maury Chaykin & Betty Buckley         |
| 1987 | Juste un enfant                                            | -                           | junto a Anne Caron, Anne Dandurand & Sophie Dansereau                        |
| 1987 | Le frère André                                             | Guillaume                   | junto a Marc Legault, Sylvie Ferlatte & Jean Pierre Bergeron                 |
| 1987 | La bioéthique: une question de choix - L'homme à la traîne | -                           | corto - junto a Suzanne Allard & Dorothée Berryman                           |
| 1985 | Hold-Up                                                    | Niño                        | junto a Jean-Paul Belmondo, Kim Cattrall & Yves Jacques                      |
| 1985 | Le matou                                                   | Señor Emile                 | junto a Serge Dupire, Monique Spaziani & Jean Carmet                         |
| 1985 | La dame en couleurs                                        | Ti-Cul                      | junto a Paule Baillargeon, Ginette Boivin & Lisette Dufour                   |
| 1984 | Les années de rêves                                        | Mathieu a los 5 años        | junto a Anne-Marie Provencher & Gilbert Sicotte                              |

Productor
| Año  | Título             | Notas     |
| ---- | ------------------ | --------- |
| 2004 | Trois petits coups | productor |

## Premios y nominaciones
| Año  | Categoría                                | Premio       | Serie  | Resultado |
| ---- | ---------------------------------------- | ------------ | ------ | --------- |
| 2006 | Best Secondary Male Role in a Youth Show | Gemini Award | Ramdam | Ganador   |
| 2006 | Best Performance                         | Gemini Award | Casino | Nominado  |
| -    | -                                        | KARV Award   | -      | Ganador   |